# Dipartimento di Algeri
Il dipartimento di Algeri è un antico dipartimento francese con  sede in Algeria, costituito nel 1848 e sciolto nel 1962.

## Storia
L'Algeria, allora dominio francese, venne divisa in dipartimenti a partire dal 9 dicembre 1848 su modello dell'amministrazione che veniva usata nella madrepatria. Tre nuovi dipartimenti rimpiazzarono le vecchie divisioni operate dagli ottomani, i precedenti occupanti dell'Algeria. La principale città del dipartimento, Algeri, divenne anche la sede della prefettura.

## Grandezza e struttura
Il dipartimento copriva un'area di 54.861 km quadrati e comprendeva sei sotto-prefetture: Aumale, Blida, Médéa, Miliana, Chlef (città) e Tizi Ouzou.
La regione del Sahara venne annessa nel 1950 e vi rimase fino al 10 dicembre 1957, anno in cui la regione divenne a sé stante.

## Religione
Un censimento del 1954 mostrò come la maggior parte della popolazione fosse musulmano, nonostante questo il 46% dei residenti della capitale si dichiarava non islamico, e probabilmente erano i residenti di origine europea.

## Riorganizzazione ed indipendenza
Il 26 gennaio 1956 visto l'aumento di popolazione fu decisa la realizzazione di altre tre sotto-prefetture che furono quelle di: Médéa, Chlef (città) e Tizi Ouzou. Il dipartimenti si allargò ulteriormente arrivando ad una popolazione di 1.078.806 abitanti e vennero quindi create altre due sotto-prefetture, quelle di Blida e di Dar El Beïda.
Quando l'Algeria raggiunse l'indipendenza il dipartimento rimase in essere fino al 1968, anno in cui divenne la Provincia di Algeri.